# Ryan Idol
Ryan Idol (* 10. August 1966 in Worcester, Massachusetts; Pseudonym Marc Anthony Donais) ist ein US-amerikanischer Pornodarsteller.

## Leben
Nach seiner Schulzeit begann Idol in der US-amerikanischen Pornoindustrie tätig zu werden. Idol war als Pornodarsteller in den 1980er und 1990er in verschiedenen Pornofilmen mit homosexuellen Inhalten zu sehen. Ende der 1990er beendete Idol seine berufliche Karriere als Pornodarsteller. Danach war er unter anderem als Theaterschauspieler in den Vereinigten Staaten am Broadway tätig.

## Filmografie (Auswahl)
- 1990: Idol Eyes
- 1991: Idol Worship
- 1991: Score 10
- 1992: Trade Off
- 1993: Idol Thoughts
- 1994: Idol Country
- 1996: The Road Home
- 1996: Idol In The Sky

## Preise und Auszeichnungen (Auswahl)
- 1994: GayVN Awards